# Firmin Tristan
Firmin Tristan, né le 25 mars 1886 à Groix et décédé le 10 mars 1965 à Kercadic-en-Sainte-Hélène, est un homme politique français.

## Biographie
Fils d'ostréiculteurs, il devient capitaine au long cours puis se reconvertit dans la conserverie de poisson : il met notamment au point en 1936 un procédé de mise en boîte du thon au naturel. Il possède plusieurs usines de conserves mais aussi des chantiers navals, spécialisés dans la construction de thoniers.
Il devient maire de Groix en 1925, puis conseiller général : homme le plus riche de l'île, dont il est également le principal employeur, il mène une politique sociale active teintée d'un certain paternalisme.
En 1934, il devient, à la faveur d'une élection législative partielle et après deux tentatives infructueuses en 1928 et 1932, député du Morbihan. Il se classe parmi les Radicaux indépendants et adhère au groupe des Indépendants de gauche. Réélu en 1936, il siège cette fois à la Gauche démocratique et radicale indépendante. Il fait alors partie des quinze députés élus en Bretagne signataires d'un « programme du Front Breton », qui vise alors à créer un groupe parlementaire breton à l'Assemblée nationale, et à défendre des lois en faveur de la régionalisation des institutions ou en faveur de l'enseignement de la langue bretonne.
Il refuse la confiance au gouvernement de Léon Blum, se prononce contre la loi sur les 40 heures mais approuve en revanche la loi créant les congés payés.
Le 10 juillet 1940, il vote en faveur de la remise des pleins pouvoirs au Maréchal Pétain, et demeure maire de son île sous l'occupation. Il convient toutefois de remarquer qu'il le reste également après la fin du conflit mondial, jusqu'en 1945.
Le principal quai de Port-Tudy, l'un des villages de l'île, porte aujourd'hui son nom.

## Sources